# Идентон (Северна Каролина)
Идентон (енгл. Edenton) град је у америчкој савезној држави Северна Каролина.

## Демографија
По попису из 2010. године број становника је 5.004, што је 390 (-7,2%) становника мање него 2000. године.
| Група             | 2000.         | 2010.         |
| Белци             | 2.283 (42,3%) | 2.011 (40,2%) |
| Афроамериканци    | 2.979 (55,2%) | 2.742 (54,8%) |
| Азијати           | 34 (0,6%)     | 26 (0,5%)     |
| Хиспаноамериканци | 78 (1,4%)     | 171 (3,4%)    |
| Укупно            | 5.394         | 5.004         |